# DR-Baureihe ET 65
Die Elektrotriebwagen der Baureihe ET 65, ab 1968 Baureihe 465 der Deutschen Bundesbahn, waren über Jahrzehnte das Rückgrat des Stuttgarter Vorortverkehrs. Sie bestanden jeweils aus einem vierachsigen Triebwagen, einem vierachsigen Steuerwagen und bis 1960 zwei kurzgekuppelten zweiachsigen Personenwagen württembergischer Bauart. Ab 1960 wurden die beiden Mittelwagen bis zur Ausmusterung der Züge durch einen vierachsigen Umbauwagen ersetzt. Alle Fahrzeuge waren mit Vielfachsteuerung ausgerüstet; so konnten im Berufsverkehr bis zu drei Triebwagen von einem Führerstand aus bedient werden.
Wegen des lauten „heulenden“ Fahrgeräusches und der weinroten Lackierung wurden die Fahrzeuge auch Rote Heuler genannt.

## Geschichte
Anlässlich der Elektrifizierung der Strecken Stuttgart–München und Stuttgart–Ludwigsburg im Jahr 1933 stellte die Deutsche Reichsbahn zunächst 17 Triebwagen und 16 Steuerwagen für den durchgehenden Vorortverkehr Esslingen (Neckar)–Stuttgart Hbf–Ludwigsburg in Dienst. Der Verkehr auf dieser Stammstrecke wurde im Zwanzig-Minuten-Takt abgewickelt; darüber hinaus fuhren einzelne Züge außerhalb des Taktfahrplans von Beginn an weiter bis und ab Plochingen oder Geislingen (Steige) sowie auf direktem Weg über die Bahnstrecke Stuttgart-Untertürkheim–Kornwestheim. In späteren Jahren kamen sie auch bis Tübingen, Weil der Stadt und Bruchsal.
Die anfangs als elT 1201–1217 und elS 2201–2216 bezeichneten Fahrzeuge wurden von der Maschinenfabrik Esslingen gebaut, und ihre elektrische Ausrüstung stammte von BBC. Alle Züge erhielten von Beginn an das seit 1932 für Triebwagen der Deutschen Reichsbahn gültige Farbschema in Weinrot und Beige. Sie waren in Esslingen (Neckar) beheimatet, wo für sie – als Außenstelle des Bahnbetriebswerks Stuttgart – eigens ein Triebwagenschuppen errichtet wurde, und erfüllten von Beginn an die in sie gesetzten Erwartungen.
Zur Kapazitätserweiterung wurden 1933/34 44 ehemalige württembergische Doppelwagen hergerichtet, die paarweise zwischen Trieb- und Steuerwagen gekuppelt wurden. Dazu wurden zweiachsige Stahlwagen der Bauart Bi Wü 29 und Ci Wü 29 mit elektrischer Heizung und Steuerleitung ausgerüstet und als Biel Wü 29 beziehungsweise Ciel Wü 29 bezeichnet. Sie hatten auf beiden Seiten Endeinstiege und einen Mitteleinstieg.
Vier weitere Triebwagen mit den Nummern elT 1218–1221 folgten 1937, bevor in den Jahren 1938 und 1939 noch einmal vier Triebwagen (elT 1222–1225) und acht Steuerwagen (elS 2217–2224) beschafft wurden. Damit standen insgesamt 25 Triebwagen und 24 Steuerwagen zur Verfügung.
1940 wurde die Bauart in ET 65 (Triebwagen) beziehungsweise ES 65 (Steuerwagen) und EB 65 (Mittelwagen) umbenannt. 1942 erhielten alle ET 65 das neue Farbschema in Rot mit beigen Zierlinien, das nach dem Zweiten Weltkrieg auch von der Deutschen Bundesbahn übernommen wurde.
Im Zweiten Weltkrieg wurden zwei Triebwagen und mehrere Steuerwagen bei Bombardierungen zerstört. Als Ersatz wurden ein verbliebener ET 51 (siehe unten) und mehrere Steuerwagen ES 25 hergerichtet, zu denen keine Triebwagen mehr vorhanden waren. Der Bundesbahndirektion Stuttgart standen so 24 Triebwagen zur Verfügung.
Von 1961 bis 1963 wurden die Triebwagen im Ausbesserungswerk in Stuttgart-Bad Cannstatt einer weiteren Modernisierung unterzogen. Hauptmerkmal war die neue Einheitsfront der Deutschen Bundesbahn, wie sie viele Altbau-Triebwagen erhielten. Die Frontfenster wurden vergrößert und Doppellampen und ein oberes Spitzenlicht eingebaut. In der zweiten Klasse wurden die Holzbänke durch Polstersitze ersetzt. Die Sitzplatzzahl in jedem Triebwagen wurde dabei von 73 auf 58 verringert. Mit vier neuen Fahrmotoren ausgerüstet erreichten die Triebwagen eine Höchstgeschwindigkeit von 85 km/h. Die alten württembergischen Wagen wurden durch Umbauwagen der Bauart B4yg ersetzt, die als Mittelwagen der Baureihe EM 65 eingestellt wurden.
Ab 1968 wurden die Triebwagen als 465, die Mittel- und Steuerwagen als 865 bezeichnet. Ab 1970 trugen fast alle Einheiten die für sie so typische Außenwerbung an den Seiten.
Am 30. September 1978 endete der planmäßige Einsatz der Triebwagen. Den Stuttgarter Vorortverkehr übernahmen am Tag darauf S-Bahn-Triebwagen der Baureihe 420. 1979 wurden die meisten Triebwagen ausgemustert und verschrottet, nur einige EM 65 wurden für den Einsatz in lokomotivbespannten Zügen umgebaut.

## Konstruktion
Die Fahrzeugkästen und Rahmen und Drehgestelle waren in schwerer Niettechnik ausgeführt worden, die dritte Serie war geschweißt. Die Trieb- und Steuerwagen der ersten beiden Serien wiesen eine Fronttür auf, die dem Zugpersonal den Wagenübergang ermöglichte. Bei der dritten Serie gab es nur noch eine seitliche Führerstandstür, auf die Stirntüren wurde bei ihnen verzichtet. Außerdem hatten sie Drehgestelle der Bauart Görlitz. Die Einstiege aller Serien waren etwas in den Wagenkasten hineinversetzt worden. Die Triebwagen besaßen am Führerstandsende zusätzlich ein Gepäckabteil, das über eine seitliche Schiebetür verfügte. Eine Besonderheit bildeten die beiden als Ersatz für im Krieg verlorene Steuerwagen umgebauten ES 25: Zwar erhielten sie beim Umbau die Stirnform der übrigen ET 65, doch behielten sie den Rahmen und die mit der Seite bündig abschließenden Türen bei.
In jedem Triebdrehgestell waren zwei in Reihe geschaltete Fahrmotoren (Typ EDTM 494) untergebracht. In einer Kammer im Fahrgastraum waren der Öltransformator mit dem Hauptschalter sowie die Steuermaschine zur Schaltung der Fahrstufen untergebracht.
Auf dem Triebwagen waren zwei Stromabnehmer der Bauart SBS 9, später auch SBS 10 und DBS 54 montiert, von denen der Strom über einen Dachleitung zum Hauptschalter geführt wurde. Beim SBS 9 und 10 wurde mit beiden Bügeln gefahren, bei den DBS 54 nur ein Bügel angelegt.
Da Trieb- und Steuerwagen einen festen Verbund bildeten, war jeweils nur an einem Ende ein Führerstand vorhanden.

## ET 65 031

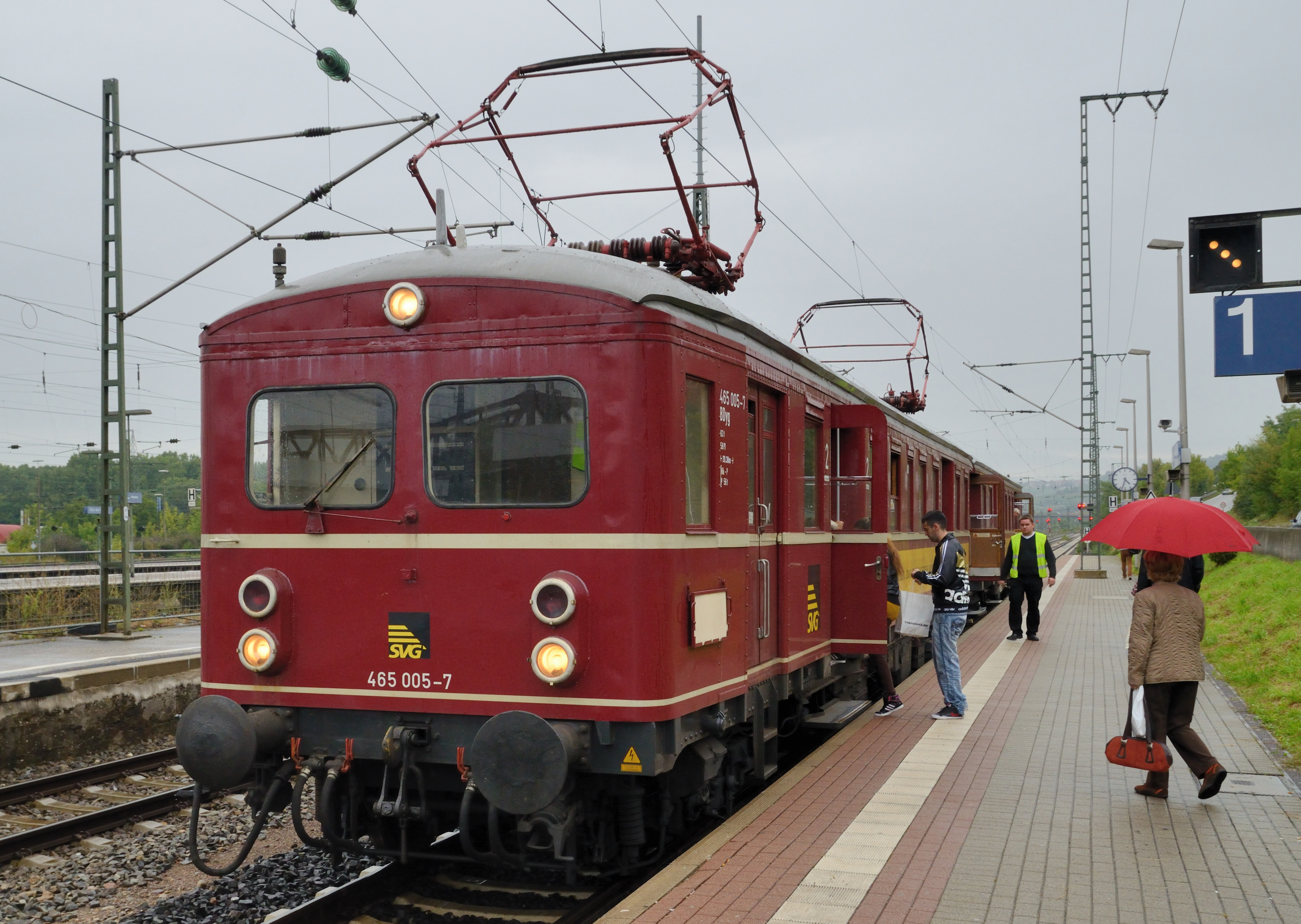
Ein ET 65 im Bahnhof Weil am Rhein

Im Zuge der ersten Modernisierung der Baureihe ET 65 in den 50er Jahren wurde als Ersatz für die beiden im Zweiten Weltkrieg zerstörten ET 65 ein vom schlesischen Netz stammender Triebwagen der DR-Baureihe ET 51 (ET 51 01) mit einem ehemaligen ES 25 als Steuerwagen im DB-Ausbesserungswerk Cannstatt umgebaut und als ET 65 031 bezeichnet. Im Unterschied zu den anderen Triebwagen hatte er bis zum Umbau zwei Führerstände. Er war moderner als die Baureihe ET 65 konzipiert und hatte beispielsweise keine Hilfsmaschinenkammer im Fahrgastraum. Er war mit stärkeren Motoren von Siemens-Schuckert ausgerüstet und behielt bis zur Ausmusterung seine Höchstgeschwindigkeit von 90 km/h bei. Von den Eisenbahnern wurde das Fahrzeug als „Iwan“ bezeichnet.

## Verbleib
Erhalten ist die Einheit ET/EM/ES 65 006, sie gehört dem Verkehrsmuseum Nürnberg und wurde der Schienenverkehrsgesellschaft in Stuttgart als Dauerleihgabe überlassen. Sie wurde restauriert, betriebsfähig aufgearbeitet und im Ausbesserungswerk MOVO in Pilsen hauptuntersucht und wird im Nostalgieverkehr ab Stuttgart eingesetzt.
Die zweite verbliebene Einheit ET 65 005 und ES 65 011, die seinerzeit für das Technoseum, damals Landesmuseum für Technik und Arbeit in Mannheim vorgesehen war, befindet sich in Privateigentum. Am 3. Juni 2007 wurde das Fahrzeug zusammen mit ET 65 006 in Nürnberg abgeholt und nach über 26 Jahren Abstellung wieder in Betrieb genommen. An den Wochenenden der Sommerferien 2007 waren diese historischen Triebwagen auf der Strecke Eutingen im Gäu–Freudenstadt erstmals wieder im Planeinsatz.
Ein Drehgestell wurde Bestandteil einer Skulptur, welche vor dem Bahnhof Stuttgart-Bad Cannstatt steht und an die Aufnahme des Eisenbahnbetriebs dort im Jahre 1845 erinnert.
Am 15. März 2008 feierten die beiden ET 65 das 75-jährige Jubiläum. An diesem Tag vor 75 Jahren wurden beide von der Maschinenfabrik Esslingen an die Deutsche Reichsbahn ausgeliefert. Es fand eine große Jubiläumsfahrt mit beiden Fahrzeugen rund um Stuttgart mit circa 250 Reisenden statt. Beide Fahrzeuge fuhren parallel die Geislinger Steige hinauf.
Das Fahrzeug ES 65 006 wurde in der ehemaligen Abstell- und Behandlungsanlage in Esslingen (Neckar) durch die Vertreter der Stadt Esslingen feierlich auf den Namen „STADT ESSLINGEN AM NECKAR“ getauft.
Am 31. Mai 2015 fand die Abschiedsfahrt des ET 65 005 rund um Stuttgart statt. Wegen eines technischen Defekts, eines Kurzschlusses am Isolator des Stromabnehmers, konnte die Fahrt nur im Vorspann der vereinseigenen Lokomotive 363 689 stattfinden. Seither befindet sich der ET 65 006 zusammen mit EB 65 606 in der Obhut der SVG Eisenbahn-Erlebniswelt Horb.